# Stoffgeschichten
Stoffgeschichten sind ein pädagogisches Konzept, das den Lebensweg einzelner Stoffe und Materialien in der globalisierten Wirtschaft in Erzählungen nachzeichnet. Die Erzählungen sollen Anregungen für einen zukunftsfähigen Umgang mit Ressourcen liefern, Kenntnisse über materielle Kultur vertiefen und für ökologische, politische und soziale Fragen sensibilisieren.
Die Stoffgeschichten wurden ursprünglich im Rahmen universitärer Ausbildung entwickelt und umgesetzt, anschließend im Wissenschaftszentrum Umwelt begrifflich weiterentwickelt, in Ausstellungen, einer Buchreihe und in der universitären Lehre erprobt sowie auf den schulischen Kontext übertragen.

## Buchreihe Stoffgeschichten
Herausgegeben von Jens Soentgen und Armin Reller (Universität Augsburg). Bislang sind folgende Bände erschienen:
1. Jens Soentgen, Knut Völzke (Hrsg.): Staub – Spiegel der Umwelt. oekom verlag, München 2006, ISBN 3-936581-60-6. (Volltext)
2. Heinrich Eduard Jacob: Kaffee – Biographie eines weltwirtschaftlichen Stoffes. Herausgegeben von Armin Reller und Jens Soentgen. oekom verlag, München 2006, ISBN 978-3-86581-023-6.
3. Joachim Radkau: Holz – Ein Naturstoff in der Geschichte. oekom verlag, München 2007, ISBN 978-3-86581-049-6
4. Luitgard Marschall: Aluminium. Metall der Moderne. oekom verlag, München 2008, ISBN 978-3-86581-090-8.
5. Jens Soentgen, Armin Reller (Hrsg.): CO2 – Lebenselixier und Klimakiller. oekom verlag, München 2009, ISBN 978-3-86581-118-9.
6. David Montgomery: Dreck. Warum unsere Zivilisation den Boden unter den Füßen verliert. oekom verlag, München 2010, ISBN 978-3-86581-197-4.
7. Andrea Durry, Thomas Schiffer: Kakao – Speise der Götter. oekom verlag, München 2011, ISBN 978-3-86581-137-0.
8. Andrea Fink-Kessler: Milch – Vom Mythos zur Massenware. oekom verlag, München 2012, ISBN 978-3-86581-311-4.
9. Gerhard Ertl, Jens Soentgen (Hrsg.): N. Stickstoff – ein Element schreibt Weltgeschichte. oekom verlag, München 2015, ISBN 978-3-86581-736-5.
10. Luitgard Marschall, Heike Holdinghausen: Seltene Erden- umkämpfte Rohstoffe des Hightech-Zeitalters. oekom verlag 2018, ISBN 978-3-86581-844-7
11. Jens Soentgen: Konfliktstoffe - Über Kohlendioxid, Heroin und andere strittige Substanzen. oekom verlag, München 2019, ISBN 978-3-86581-999-4
12. James Walvin (EN, 2017): SUGAR. The world corrupted, from slavery to obesity. DE: Zucker : eine Geschichte über Macht und Versuchung. (Übersetzung: Sonja Schuhmacher und Claus Varrelmann) oekom verlag, München 2020, ISBN 978-3-96238-179-0
13. Vince Beiser (EN, 2018): The World in a Grain. The Story of Sand and How It Transformed Civilisation. DE: Sand - Wie uns eine wertvolle Ressource durch die Finger rinnt. (Übersetzung: Bernhard Jendricke, Christa Prummer-Lehmair, Gerlinde Schermer-Rauwolf) oekom verlag, München 2021, ISBN 978-3-96238-765-5
14. Stefan Emeis, Kerstin Schlögl-Flierl (Hrsg.): Phosphor - Fluch und Segen eines Elements. oekom verlag, München 2021, ISBN 978-3-96238-814-0

Einige Bände erschienen auch in Lizenzausgaben bei staatlichen Trägern politischer Bildung, einige wurden ins Englische und/oder Koreanische übersetzt.